# Boot Camp Clik
Die Boot Camp Clik ist ein loser Zusammenschluss mehrerer Rapper aus Brooklyn, die alle dem Hardcore-Rap und Eastcoast-Hip-Hop zuzurechnen sind und sich dem Underground verschrieben haben.

## Geschichte
Die Ursprünge der Boot Camp Clik liegen in der Gruppe Black Moon um den Rapper Buckshot, die 1993 mit der Single „Who Got The Props“ einen Überraschungserfolg erzielen konnten und damit Position 86 der Billboard Hot 100 erreichten. Dies erregte die Aufmerksamkeit von Priority Records, die vor allem im Bereich des Westcoast-Hip-Hop tätig waren. Dieser begann zwar gerade die Hip-Hop-Musik zu dominieren, das Label wollte jedoch auch an der Ostküste der Vereinigten Staaten von Amerika präsent sein. Buckshot gründete daher zusammen mit einem Freund, Dru-Ha, das Imprint Duck Down unter der Führung von Priority.
Hierüber wurde in der Folge die gesamte Musik der oben aufgelisteten Gruppen und Solokünstler veröffentlicht. Das erste Album, das unter Mitwirkung aller 8 Mitglieder unter dem Namen Boot Camp Clik erschien, war 1997 „For The People“. Es erreichte Platz 15 in den Billboard 200 und verkaufte sich insgesamt etwas mehr als 250.000 Mal.
Nach weiteren getrennt voneinander veröffentlichten Projekten erschien 2000 die Kompilation „Boot Camp Clik's Greatest Hits: Basic Training“. Dabei handelt es sich um eine Zusammenstellung von Liedern, die zuvor nur auf den Alben der einzelnen Mitglieder enthalten waren.
Danach entschloss sich Duck Down wegen nachlassenden Erfolgs von Priority Records zu trennen und agierte fortan independent mit einem Vertriebsvertrag bei Koch Records. Die erste über diesen Weg veröffentlichte Musik war das zweite Album unter dem Namen Boot Camp Clik, „The Chosen Few“, wenn auch das eigentliche Mitglied Rock fehlte.
Anschließend widmeten sich die Mitglieder wieder einzeln oder als Kleingruppen ihren Vorhaben, sodass das dritte Werk, „The Last Stand“, erst 2006 herausgegeben wurde. Bei der Arbeit für dieses Album entstanden mehr Lieder als nötig, sodass diese 2007 nach einer gemeinsamen Tournee aller 8 Mitglieder unter dem Namen „Casualties of War“ als viertes Album erschienen.
Wie bereits zuvor blieben sich die Rapper danach zwar verbunden, machten ihre Musik aber unter ihren eigenen Namen, beziehungsweise denen ihrer Gruppen.
Im Jahr 2015 verstarb Sean Price im Alter von 43 Jahren.
Zu den eng mit der Gruppe verbundenen Künstlern zählen unter anderen die Gruppe Representativz sowie die Rapper Illa Noyz und Ruste Juxx.

## Stil
Auch wenn die Gruppe oft getrennt voneinander auftritt, verbindet sie doch stets ein gemeinsamer Stil.
Dies beginnt bei der Kleidung, die bestimmt wird von robusten Stiefeln der Marke Timberland und dicken Jacken oder Kapuzenpullovern, oft in militärischen Tarnfarben.
Darüber hinaus wird der Klang der Musik bestimmt von dem Produzententeam Da Beatminerz, die in der Frühphase der Boot Camp Clik ausschließlich für die musikalische Untermalung der Raps verantwortlich waren. Mittlerweile werden auch andere Produzenten beschäftigt, es wird jedoch immer auf satte Bässe und eher minimalistische Samples geachtet, sodass eine düstere, ernste und aggressive Atmosphäre erzeugt wird.
Lyrisch wird vor allem das Leben in den ärmeren Teilen Brooklyns behandelt.

## Diskografie

### Alben
- 1997: For The People
- 2002: The Chosen Few
- 2006: The Last Stand
- 2007: Casualties of War

### Kompilationen
- 2000: Boot Camp Clik's Greatest Hits: Basic Training

### Singles
- 2002: And So
- 2002: Think Back / That's Tough
- 2003: Ice Skate
- 2006: Yeah

### Videoalben
- 2006: Video Surveillance

## Galerie

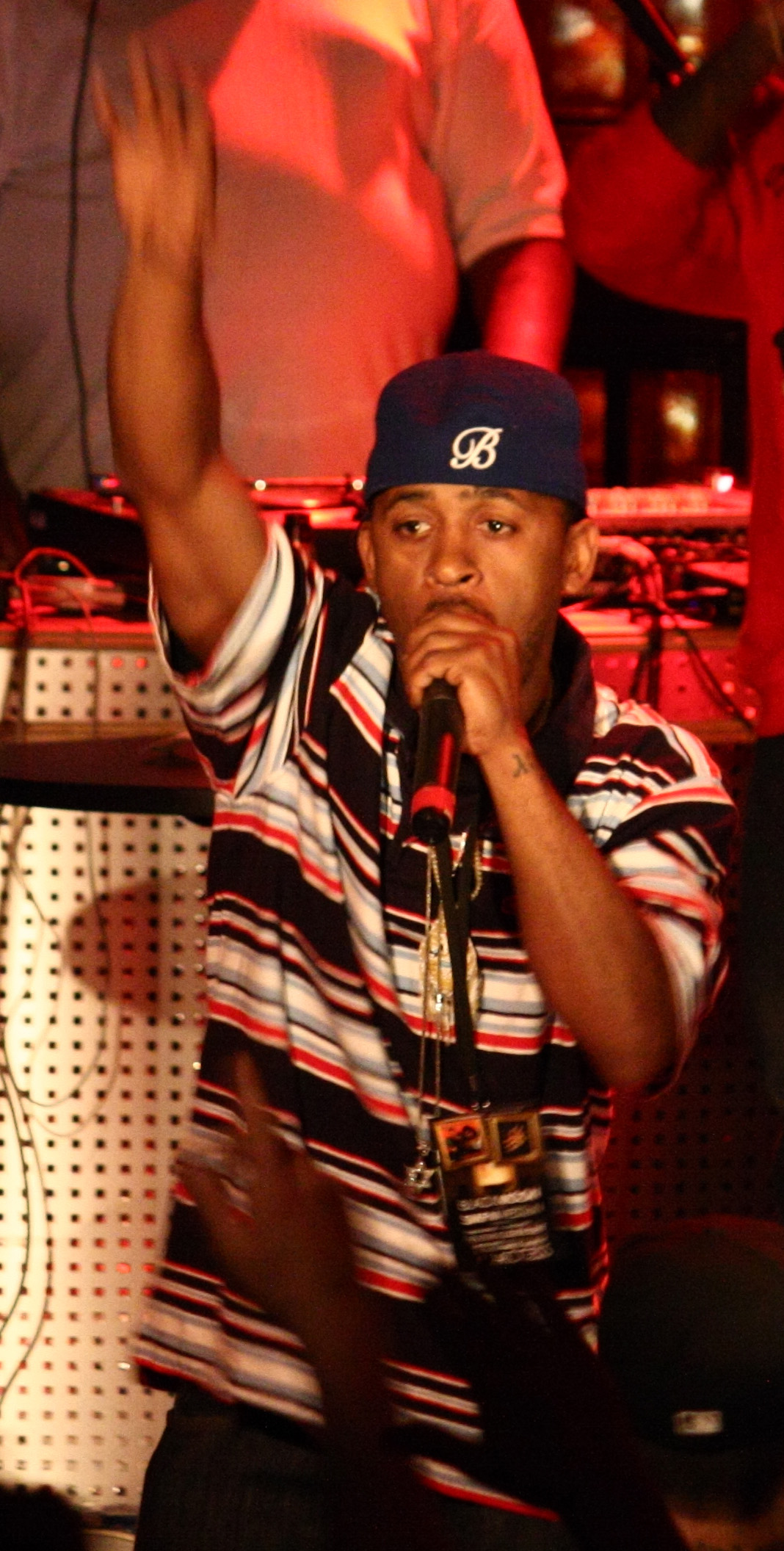
Buckshot 2009
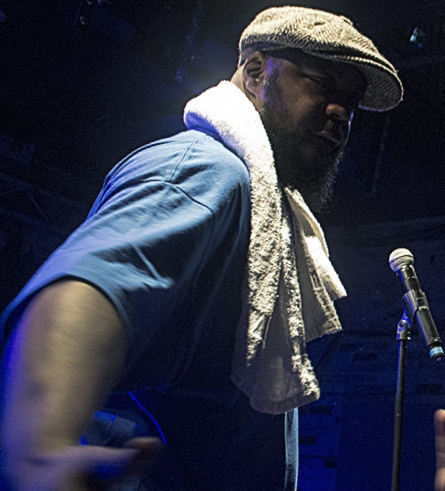
Sean Price 2013
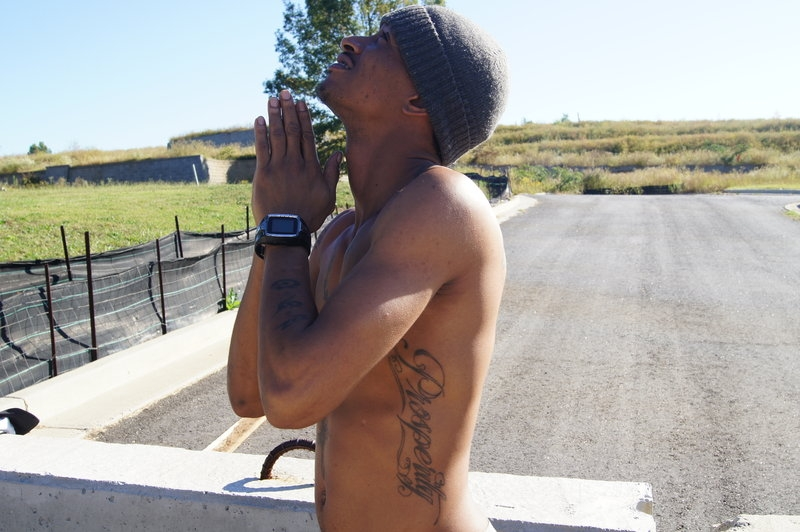
Louieville Sluggah 2011
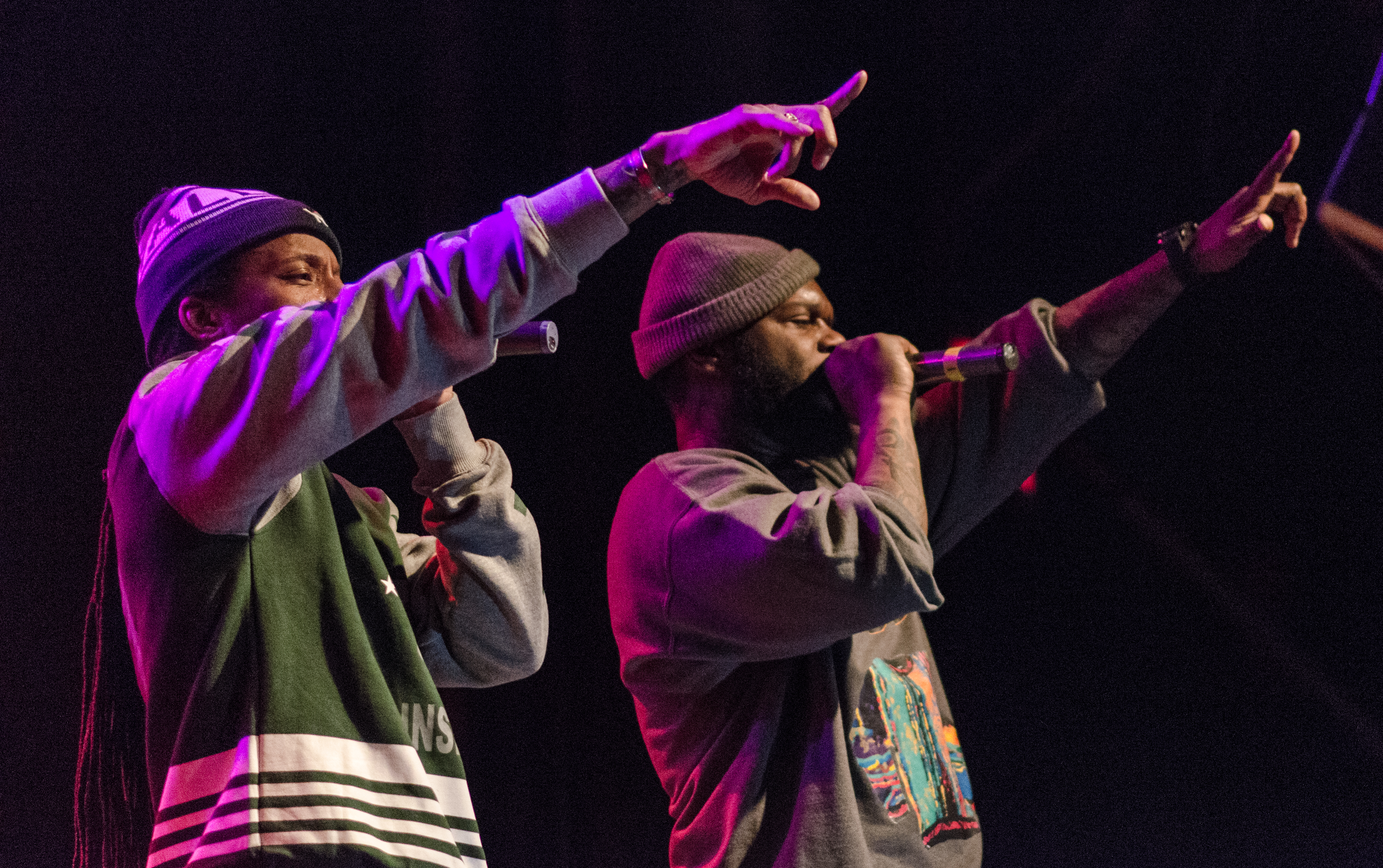
Steele (links) und Tek (rechts) 2015